# Castellar del Riu
Castellar del Riu település Spanyolországban, Barcelona tartományban. Lakosainak száma 163 fő (2024).

## Földrajza
Castellar del Riu Montmajor, Fígols, Cercs, Berga, Capolat és Guixers községekkel határos.

## Népesség
A település lakosságának változását az alábbi diagram mutatja:
| Lakosok száma | 107  | 292  | 294  | 198  | 54   | 136  | 154  | 171  | 169  | 163  |
|               | 1717 | 1887 | 1936 | 1960 | 1986 | 2004 | 2009 | 2014 | 2019 | 2024 |